# Ferrari 612 Can Am
La 612 Can Am è un'autovettura da competizione prodotta dalla Ferrari nel 1968 in due esemplari. È anche conosciuta come 612 P, dove “P” stava per “prototipo”.

## Il contesto
Il modello derivava dalla 350 Can Am e nacque per partecipare all'omonimo campionato. La “612 Can Am” era in sostanza la versione più potente della vettura antenata, e fu deciso di progettarla e costruirla a seguito dello scarso successo ottenuto dalla “350 Can Am” nell'edizione del 1967 del Campionato sopraccitato. Questo fallimento era imputabile alla bassa cilindrata del motore rispetto a quella dei propulsori delle vetture concorrenti.
La sigla numerica nel nome del modello era collegata alle caratteristiche del motore; più precisamente richiamavano la cilindrata, che era circa di 6 L, e il numero dei cilindri, che erano 12 a V. La sigla “Can Am” invece scaturiva dal tipo di competizioni per cui fu progettata ed a cui prese parte.

## Le competizioni
Il modello fu pronto per partecipare all'ultima gara della stagione del Campionato CanAm del 1968, che si corse il 10 novembre allo Stardust International Raceway, vicino a Las Vegas. In questa occasione Chris Amon si ritirò al primo giro.
Nel 1969 il modello prese parte nuovamente al Campionato, ed i risultati furono migliori. Sempre con alla guida Chris Amon, il modello arrivò secondo a Edmonton, e terzo a Watkins Glen e sul circuito di Mid-Ohio.

## Caratteristiche tecniche
Il motore era un V12 a 60° posteriore e longitudinale. L'alesaggio e la corsa erano rispettivamente di 92 mm e 78 mm, che portavano la cilindrata totale a 6222,16 cm³. Il rapporto di compressione era di 10,5:1. La potenza massima erogata dal propulsore era di 620 CV a 7000 giri al minuto.
La distribuzione era formata da un doppio albero a camme in testa che comandava quattro valvole per cilindro. Come impianto d'alimentazione montava un sistema di iniezione indiretta Lucas. L'accensione era singola ed il relativo impianto comprendeva due spinterogeni. La lubrificazione era a carter secco, mentre la frizione era multidisco.
Le sospensioni erano indipendenti, con quadrilateri trasversali, molle elicoidali, ammortizzatori telescopici e barra stabilizzatrice. I freni erano a disco, mentre la trasmissione era formata da un cambio a quattro rapporti più la retromarcia. Lo sterzo era a pignone e cremagliera. La trazione era posteriore.
Il telaio era tubolare in acciaio con pannelli in alluminio rivettati, mentre la carrozzeria era spider a due posti.
La velocità massima raggiunta dalla “612 Can Am” era di 340 km/h.